# Чистопільська сільська рада (Вільшанський район)
| Чистопільська сільська рада — колишній орган місцевого самоврядування у Вільшанському районі Кіровоградської області з адміністративним центром у с. Чистопілля. Сільській раді підпорядковані населені пункти: - с. Чистопілля - с. Завітне |

## Склад ради
Рада складається з 12 депутатів та голови.

### Керівний склад ради
| ПІБ                            | Основні відомості                                                                       | Дата обрання | Дата звільнення |
| ------------------------------ | --------------------------------------------------------------------------------------- | ------------ | --------------- |
| Даценко Неоніла Дмитрівна      | Сільський голова, 1965 року народження, освіта, позапартійна                            | 26.03.2006   | 31.10.2010      |
| Сікорська Оксана Володимирівна | Сільський голова, 1970 року народження, освіта середня спеціальна, член Партії регіонів | 31.10.2010   |                 |

Примітка: таблиця складена за даними джерела

## Населення
За переписом населення України 2001 року в сільській раді мешкало 460 осіб.

### Мова
Розподіл населення за рідною мовою за даними перепису 2001 року:
| Мова       | Відсоток |
| ---------- | -------- |
| українська | 96,09 %  |
| молдовська | 2,17 %   |
| російська  | 1,09 %   |
| болгарська | 0,43 %   |
| білоруська | 0,22 %   |